# 快藏好！瑪琪娜同學！！
《快藏好！瑪琪娜同學！！》是里好所創作的日本青年漫畫。2022年10月25日開始在漫畫雜誌月刊Action連載，2023年4月起經Action Comics發行實體單行本。2024年2月原連載雜誌停刊，改移籍至漫畫網站《Web Action》重開連載。
2024年5月10日，宣佈將改編為電視動畫，由BloomZ擔任動畫製作，於2025年4月至6月播放。

## 故事簡介
在近未來的日本，是個機器人技術高度發展的時代，男高中生阿久津榮太是一個陰沉機械宅男，也是學校社團機器人部的部長兼部員，他暗戀著同班的辣妹同學我妻瑪琪娜，她受到一般學生的廣泛歡迎，是全校的人氣偶像。有一日榮太的租屋處附近傳出了火災，伴隨著巨大的爆炸聲，甚至連救護直昇機都出動了，他仍一如往常的走路回家，沒想到在租屋處門口居然坐著一個女孩，榮太定睛一看原來這人是同班同學瑪琪娜，披著一身連帽灰色長袍枯坐在地上，長袍底下則是瑪琪娜極度不願意讓人知道的秘密，被炸到破損的機器人身體。瑪琪娜其實是高功能性愛機器人，還身兼女諜報特務機器人的身份，會使用甜蜜性愛陷阱色誘對方，然後趁隙抓住對方弱點，使其言聽計從乖乖提供情報。瑪琪娜是來這裡尋求榮太幫助的，因為榮太獨居沒朋友跟鄰人也很少往來，加上擁有機械維修技能，很適合當她的修理輔助員。就這樣瑪琪娜擅自住進榮太家，兩人奇妙的同居在一起，展開了一段充滿戀愛喜劇元素的情色科幻物語。

## 登場人物

### 主要角色
阿久津榮太（聲：大地葉）
高中學校社團機器人部的部長兼部員。也是一個機械宅男，暗戀著同班的辣妹同學我妻瑪琪娜。個性內向陰沉，體型瘦小外表樸素不起眼，戴著圓框眼鏡，單獨在學生專用公寓裡租屋，沒朋友跟鄰人也很少往來，家人也住得很遠。他擅長機械修理並且熱愛機械改造，曾在無人機競賽中獲獎。瑪琪娜帶著被炸到破損的身體向他求助後，看重他卓越的機械維修能力，以及他鮮少與外界社交的隱匿性，加上自己住所已被炸毀，隨即擅自住進租屋處與他同居。瑪琪娜身為性愛機器人，嘗試強行與他性交，藉此獲取性愛經驗，這也迫使他為了保衛自己童貞而戰。他往昔一直維持低調安逸的恬適生活，與瑪琪娜我行我素、任性、快節奏的個性有很大不同，兩人卻開始奇妙的同居生活。曾因帶瑪琪娜進屋引起美人房東誤解而遭到責備。
我妻瑪琪娜（聲：高柳知葉）
高功能的性愛機器人（Sexaroid）。個性我行我素、任性，與機械宅男阿久津榮太是同班同學，在學校廣泛受到一般學生歡迎，是全校的人氣偶像。還身兼女諜報特務機器人的身份，會使用甜蜜性愛陷阱色誘對方，然後趁隙抓住對方弱點，使其言聽計從乖乖提供情報。雖是高功能性愛機器人，但她的機體年齡被製造者設定為未成年，導致她透過線上數據訪問獲取性交資訊的功能受到系統限制，她學習性知識的管道只能從與女同學談論時得知，這位女同學還是一位腐女向愛好者，連帶使得她的性知識被侷限於男同志類別，對於男女之間的性交知識則一無所知。與榮太同居後，出於好奇心，曾試圖強行與他性交，藉此獲得性愛經驗，但是遭到拒絕。她的身體結構通常只有在受到強烈撞擊時，身體零件才會被分離扯開，可是在實務上，居然連踩到香蕉皮摔倒後，大腿部件卻也跟著脫落解離，讓人質疑她機械生體結構的設計強度是否出現問題。
妹兄望美佳（聲：桑原由氣）
一位神秘少女出現在榮太面前。也是個機器人，她是機器人三姊妹中的老三，因為是瑪琪娜的妹妹，所以稱呼她為「姊姊」。她生來就只有孩童般的容貌，無法長大，之後，她開始和瑪琪娜一起住在榮太的家中。
茉美美（聲：夏目妃菜）
瑪琪娜的摯友，某天她遇到了在河裡沉睡的愛琉舞，醒來後成為了她的主人。
防人愛琉舞（聲：松井惠理子）
她是出現在茉美美面前的戰鬥型AI機器人，也是三姊妹機器人中的長女。她沉睡在河中，被茉美美撿走並成為她的搭檔。
房東太太（聲：新谷良子）
榮太獨居公寓的經理。她不知道榮太和瑪琪娜住在一起。

## 出版書籍

### 漫畫
| 冊數 | 雙葉社         | 雙葉社                 |
| 冊數 | 發售日期       | ISBN                   |
| ---- | -------------- | ---------------------- |
| 1    | 2023年4月12日  | ISBN 978-4-575-85830-3 |
| 2    | 2023年11月9日  | ISBN 978-4-575-85906-5 |
| 3    | 2024年5月10日  | ISBN 978-4-575-85963-8 |
| 4    | 2024年12月12日 | ISBN 978-4-575-86033-7 |
| 5    | 2025年6月12日  | ISBN 978-4-575-86102-0 |

## 電視動畫

### 製作人員
- 原作：里好
- 導演、分鏡：西田正義
- 系列構成、剧本：香椎葉平
- 角色設計：中村優作
- 色彩設計：齊藤小桃
- 美術監督：三宅昌和
- 攝影監督：羽島大翔
- 音響監督：志村貴博
- 音樂：松野恭平
- 動畫製作：BloomZ

### 主題曲
片頭曲
演唱：上月せれな，作詞、作曲、編曲：
片尾曲
演唱：Brave Mental Orchestra，作詞、作曲：出口遼，編曲：、出口遼

### 各话列表
| 话数   | 标题                             | 演出             | 作画監督                               | 总作画監督         | 首播日期      |
| ------ | -------------------------------- | ---------------- | -------------------------------------- | ------------------ | ------------- |
| 第01话 | 快藏好，玛琪娜同学暴露机械身分了 | 西田正义         | 寿梦龙、上西麻耶                       | 中村优作           | 2025年 4月7日 |
| 第02话 | 快藏好，瑪琪娜同學在房間裡       | 饭野健太郎       | 斋藤大辅、北村晋哉                     | -                  | 4月14日       |
| 第03话 | 快藏好，玛琪娜同学男女混浴       | 西田正义         | 寿梦龙、小泽宏贵、宫泽红音             | -                  | 4月21日       |
| 第04话 | 快藏好，玛琪娜同学得到制服       | 饭野健太郎       | 小泽宏真、中岛大智、永田有香、宫泽宏音 | 中村优作           | 4月28日       |
| 第05话 | 快藏好，玛琪娜同学藏不住了       | 西田正义         | 斋藤大辅                               | 中村优作、北村晋哉 | 5月5日        |
| 第06话 | 快藏好，玛琪娜同学被抢走了       | 饭野健太郎       | 真白悠介                               | -                  | 5月12日       |
| 第07话 | 快藏好，姊姊妹妹交換身體         | 富田泰弘         | 泷泽茉夕、寿梦龙、奥山裕也             | 中村优作           | 5月19日       |
| 第08话 | 快藏好，玛琪娜同学化身怪谈       | 西田正义         | 上西麻耶、真白悠介                     | 北村晋哉           | 5月26日       |
| 第09话 | 快藏好，玛琪娜同学要亲亲         | 叶侑马、安广琉斗 | 宫泽红音                               | fu-ta              | 6月2日        |
| 第10话 | 快藏好，那個武器展開行動         | 富田泰弘         | 寿夢龍、宮澤紅音、奥山裕也             | 中村優作           | 6月9日        |
| 第11話 | 快藏好，瑪琪娜同學拿蒼耳玩       | 飯野健太郎       | 西川真人、齋藤大輔                     | 北村晉哉           | 6月16日       |
| 第12話 | 快藏好，瑪琪娜同學做色色運動     | 西田正義         | 上西麻耶、細田沙織、西川真人、棒冰     | 中村優作           | 6月23日       |

## 外部連結
- 漫畫官方網站（日語）
- 動畫官方網站（日語）
- 電視動畫的X（前Twitter）（日語）